# Ојонакс
Ојонакс (фр. Oyonnax) град је у Француској, у департману Ер.
По подацима из 1999. године број становника у месту је био 24.162.

## Демографија
| 1962.  | 1968.  | 1975.  | 1982.  | 1990.  | 1999.  | 2011.  |
| ------ | ------ | ------ | ------ | ------ | ------ | ------ |
| 14.830 | 19.777 | 23.007 | 22.739 | 23.869 | 24.162 | 22.459 |

## Партнерски градови
- Ајслинген